# 四甲基对苯醌
四甲基对苯醌是一种有机化合物，化学式为C6(CH3)4O2，具有氧化性。它的分子中C10O2具有平面结构。它可以1,2,4,5-四甲苯为原料反应制得。
它和甲基锂反应，可以得到1,2,3,4,5,6-六甲基-2,5-环己二烯-1,4-二醇。